# 和歌山県道189号比井紀伊内原停車場線
和歌山県道189号比井紀伊内原停車場線（わかやまけんどう189ごう ひいきいうちはらていしゃじょうせん）は、和歌山県日高郡日高町を通る一般県道である。

## 概要
日高郡日高町大字比井から日高郡日高町大字萩原に至る。

### 路線データ
- 起点：和歌山県日高郡日高町大字比井（和歌山県道24号御坊由良線交点）
- 終点：和歌山県日高郡日高町大字萩原（JR西日本紀勢本線 紀伊内原駅前）
- 実延長：4.693 km

## 路線状況

### 重複区間
- 和歌山県道188号柏御坊線（日高郡日高町大字志賀 - 日高郡日高町大字志賀・志賀交差点）

### 道路施設

#### 橋梁
- 谷口橋（志賀川、日高郡日高町）
- 清水井橋（西川、日高郡日高町）

## 地理

### 通過する自治体
- 和歌山県
  - 日高郡日高町

### 交差する道路
| 交差する道路                                            | 交差する場所 | 交差する場所   |
| ------------------------------------------------------- | ------------ | -------------- |
| 和歌山県道24号御坊由良線                                | 大字比井     | 起点           |
| 和歌山県道188号柏御坊線 重複区間起点                    | 大字志賀     |                |
| 和歌山県道188号柏御坊線 重複区間終点                    | 大字志賀     | 志賀交差点     |
| 国道42号                                                | 大字萩原     | 内原駅前交差点 |
| 和歌山県道23号御坊湯浅線 和歌山県道176号井関御坊線 重複 | 大字萩原     |                |

### 沿線
- 志賀郵便局
- 日高町立志賀小学校
- 日高町立日高中学校
- 日高町役場
- 内原郵便局
- JR西日本紀勢本線 紀伊内原駅

### 峠
- 小坂峠（日高郡日高町）